# E 669.0型电力机车
E 669.0型电力机车是捷克斯洛伐克国家铁路（ČSD）的电力机车车型之一，由斯柯达公司于1950年代末设计制造，是在E 499.0型四轴客货运通用电力机车基础上改进而成的六轴货运机车，适用于供电制式为3千伏直流电的电气化铁路。1988年，捷克斯洛伐克根据国际铁路联盟的建议对国内机车型号进行重新编制，E 669.0型电力机车改称180型电力机车。

## 发展历史
1950年代初，捷克斯洛伐克的斯柯达公司从瑞士引进先进技术，合作研制了E 499.0型电力机车，事实证明这是一种性能优异、操作可靠的四轴客货运通用电力机车。然而，如果将四轴机车单机用于重载货运，尤其是斯洛伐克高塔特拉山地区的线路，则功率略显不足，如果双机重联牵引则能力又有所浪费。1957年5月16日，捷克斯洛伐克国铁向斯柯达公司下达了新型六轴货运电力机车的研制任务。1958年9月和1959年1月，斯柯达公司比尔森工厂先后试制了首两台样车，工厂设计代号为23E，并交付捷克斯洛伐克国铁进行试验。该型新机车最初被定型为E 698.0型，但由于机车实际轴重已经超过了18吨的设计轴重，机车后来被更名为E 699.0型。
E 699.0型电力机车是六轴干线货运电力机车，采用双司机室、双侧贯通走廊的钢结构车体，并在车体右侧开有通风百叶窗，机车车顶设有两台双臂式受电弓。机车采用直流牵引电动机，对牵引电机采用串—并联换接、增减串联电阻进行调速。初期的E 699.0型电力机车采用与E 499.0型电力机车相同的牵引电动机和传动齿轮比，牵引电机额定功率为508千瓦，机车持续功率为3048千瓦，最高运行速度为120公里/小时。但经过试验后发现，在当地采用的螺杆链环式车钩无法承受过大的牵引力。因此，在E 699.0型电力机车基础上，斯柯达公司于1961年研制了E 669.1型电力机车，该型机车降低了牵引电动机输出功率，并修改了传动齿轮比，最高运行速度为90公里/小时，牵引电机额定功率为435千瓦，机车持续功率为2610千瓦。后来两台E 699.0型机车也进行了相同的改造，并改称E 669.0型。
两台机车早期配属于布拉格中央车站机务段，后来被调拨到捷克特热博瓦机务段，主要担当霍穆托夫至蒂萨河畔切尔纳区段的货运牵引任务。1995年，这两台机车进行了修复，并恢复出厂时的车身涂装，保存于捷克特热博瓦。